# Centre international d'affaires de Madère
Le Centre international d'affaires de Madère (CIAM), officiellement connu sous le nom de Zone franche de Madère, est un ensemble d'avantages fiscaux autorisés par le décret-loi 500/80 en 1980, légiféré,  en 1986 et modifié au fil des ans par les Portugais gouvernement de favoriser la région autonome de Madère. Ses objectifs sont d'attirer des investissements étrangers dans la région et d'internationaliser les entreprises portugaises en leur permettant de bénéficier de l'un des taux d'imposition des sociétés les plus bas d'Europe et des pays membres de l'OCDE.
Depuis 1987, le CIAM est géré et promu par une société privée, Sociedade de Desenvolvimento da Madeira S.A. (connue sous le nom de SDM), dans laquelle le gouvernement régional de Madère détient actuellement 48,86% des actions. L'autre actionnaire principal est Pestana Group, détenant 51,14% des actions. En janvier 2020, la vice-présidence du gouvernement régional de Madère a annoncé son intention d'acquérir 51% des actions de SDM.
Le Registre Maritime International de Madère (MAR), créé par le gouvernement portugais pour développer son économie bleue, est associé au CIAM. L'un des plus grands registres de navires et de yachts d'Europe, MAR accepte l'immatriculation de tous les types de véhicules commerciaux. En 2016, MAR comptait au total 516 navires enregistrés. Le registre offre des avantages aux compagnies maritimes et aux navires, aux plates-formes pétrolières et aux yachts, y compris un système hypothécaire et un accès au cabotage continental et insulaire européen,.

## Approbation de l'Union européenne
Le CIAM a été créé l'année où le Portugal est devenu un État membre de l'Union européenne. Les avantages fiscaux approuvés pour Madère seraient considérés comme des aides d'État en vertu du droit de l'UE et soumis à l'approbation de la Commission européenne,,,.
L'approbation de ces avantages fiscaux par la Commission européenne est régie par l'article 349 du traité sur le fonctionnement de l'Union européenne, qui stipule que des mesures spécifiques doivent être mises en œuvre dans les régions ultrapériphériques de l'UE pour compenser les situations structurelles, sociales et économiques aggravées par " éloignement, insularité, petite taille, topographie et climat difficiles, dépendance économique de quelques produits, dont la permanence et la combinaison freinent fortement leur développement ". Parmi les mesures prévues dans le traité figure la création de zones de libre-échange.
Le CIAM est réglementé et supervisé par les autorités portugaises (le gouvernement régional de Madère, l'administration fiscale et douanière portugaise et le système de sécurité sociale portugais) et les autorités de l'UE, (principalement la direction générale de la concurrence). Par le biais du CIAM, Madère est devenue la seule juridiction au Portugal à autoriser la constitution de fiducies (une relation fiduciaire de droit commun qui n'existe pas en droit portugais). Dans une fiducie madérienne, le constituant désigne la loi réglementant la fiducie.

## Avantages fiscaux
Depuis les années 1980, les avantages fiscaux du CIAM ont évolué. Leur principe de base est la réduction des taux d'imposition des sociétés dans le code des impôts portugais.
En vertu de l'ensemble actuel d'avantages fiscaux applicables aux avantages fiscaux du CIAM, le taux d'imposition des sociétés applicable - connu au Portugal sous le nom d'IRC - pour les sociétés agréées est de 5% du revenu imposable. Toutefois, si la société exerce des activités commerciales avec d'autres sociétés portugaises qui ne sont pas autorisées à opérer dans le CIAM, le taux d'imposition sur les bénéfices est de 20%.
Étant donné que les sociétés agréées dans le CIAM sont des sociétés portugaises à toutes fins légales, elles peuvent bénéficier (sous certaines conditions) du régime d'exemption de participation portugais-européen applicable aux dividendes et aux plus-values.
| Principaux avantages fiscaux                                                                                                 | Taux d'imposition  | Conditions |
| --- | ------------------ | --- |
| Taux d'imposition corporatif                                                                                                 | 5%                 | Applicable aux bénéfices provenant d'opérations effectuées exclusivement avec des entités non résidentes ou avec d'autres sociétés opérant au sein du CIAM. |
| Retenue à la source sur les remises de dividendes                                                                            | 0%                 | S'applique uniquement aux actionnaires individuels et aux sociétés non résidentes des sociétés CIAM et à condition qu'ils ne résident pas dans des juridictions sur liste noire.                                                                                    |
| Paiements de gains en capital aux actionnaires                                                                               | 0%                 | Uniquement applicable à ceux qui ne résident pas dans des juridictions sur liste noire. |
| Paiements d'intérêts | 0%                 | N/A |
| Paiements de redevances | 0%                 | N/A |
| Paiements de services | 0%                 | N/A |
| Taxe de timbre | Exonération de 80% | Documents, contrats et autres opérations nécessitant un enregistrement public effectués par des sociétés du MIBC à condition que les autres parties concernées ne résident pas sur le territoire portugais ou des sociétés opérant dans le cadre juridique du MIBC. |
| Taxe foncière municipale et taxe de mutation foncière, surtaxe régionale et municipale ainsi que toutes autres taxes locales | Exonération de 80% | N/A |

### Fiducies
Hormis les règles uniques applicables aux fiducies au sein du CIAM, les fiducies sont entièrement exonérées de l'impôt sur les dividendes reçus des actions, des redevances ou des intérêts reçus sur les dépôts et tous les revenus (non financiers) distribués par le fiduciaire aux bénéficiaires de la fiducie sont entièrement exonérés. d'imposition à condition que ces bénéficiaires soient des personnes morales autorisées à opérer au sein du CIAM ou des entités / personnes physiques non portugaises résidentes.

### Exigences relatives aux substances économiques
The above mentioned tax benefits, namely the reduced corporate tax rates, are only granted if the following substance requirements are met[Quoi ?],,,,:
| Nombre d'employés | Investissement minimum en immobilisations corporelles ou incorporelles. | Plafond de bénéfice imposable |
| ----------------- | ----------------------------------------------------------------------- | ----------------------------- |
| 1–2               | 75 000 €                                                                | 2 730 000 €                   |
| 3–5               | 75 000 €                                                                | 3 550 000 €                   |
| 6–30              | -                                                                       | 21 870 000 €                  |
| 31–50             | -                                                                       | 35 540 000 €                  |
| 51–100            | -                                                                       | 54 680 000 €                  |
| Over 100          | -                                                                       | 205 500 000 €                 |

Pour pouvoir bénéficier des réductions d'impôts, les sociétés du CIAM doivent se conformer à l'une des exigences suivantes :
- La création d'un à cinq emplois au cours des six premiers mois d'exploitation et un investissement minimum de 75 000 euros dans l'acquisition d'immobilisations corporelles ou incorporelles au cours des deux premières années d'exploitation ; ou

- La Création de six emplois ou plus au cours des six premiers mois d'exploitation.

Bien que la Commission européenne n'indique nulle part dans l'approbation de son régime, les parties prenantes locales estiment que les employés à embaucher doivent être à temps plein et résider, à des fins fiscales, dans la région autonome de Madère,.

## Activités économiques autorisées à opérer dans le CIAM
| Activité économique | Nomenclature statistique des Activités économiques dans la Communauté européenne | Licence disponible pour fonctionner dans le CIAM |
| --- | --- | ------------------------------------------------ |
| Fabrication | Section D | Oui                                              |
| Production et distribution d'électricité, de gaz et d'eau | Section E, divisions 36, 37, 38 et 39 | Oui                                              |
| Activités commerciales générales | Section G, divisions 45 et 46 | Oui                                              |
| Transports et communications | Section H, divisions 49, 50, 51, 52 et 53; Section N, division 79; Section J, code 61 | Oui                                              |
| Activités et services immobiliers rendus aux entreprises | Section N, divisions 68 et 77; Section J, divisions 58, 59, 60, 62 et 63; Section C, division 33; Section S, division 95; Section M, divisions 69, 70, 71, 72, 73 et 74; Section N, division 77, groupe 77.4; Section N, divisions 78, 80, 81 et 82; Section P, division 85, groupe 85.6, catégorie 8560; Section K, division 64, groupe 64.2, catégorie 64.20 | Oui                                              |
| Enseignement et autres activités éducatives | Section P, division 85, group 85.3, catégorie 85.32; Section P, division 85, groups 85.4, 85.5 et 85.6 | Oui                                              |
| Autres services rendus aux entreprises en général | Section E, division 37; Section J, divisions 59, 60 et 63; Section R, divisions 90, 91, 92 and 93; Section P, division 85, group 85.5, catégorie 85.51; Section N, divisions 78 and 79; Section S, division 96; Section R, division 91, catégorie 91.04; Section J, division 94, groupe 94.9, catégorie 94.99.                                                 | Oui                                              |
| Entités exerçant des activités intragroupe et dont l'activité principale est incluse dans les subdivisions 70.10 "Activités des sièges sociaux" ou 70.22 "Conseil pour les affaires et autres conseils de gestion" de la section, et entités dont l'activité principale est incluse dans la section K "Financier et assurance Activités"       | Entités exerçant des activités intragroupe et dont l'activité principale est incluse dans les subdivisions 70.10 "Activités des sièges sociaux" ou 70.22 "Conseil pour les affaires et autres conseils de gestion" de la section, et entités dont l'activité principale est incluse dans la section K "Financier et assurance Activités"                       | Non                                              |
| Entités exerçant des activités dans les secteurs de l'acier et des fibres synthétiques, tels que définis aux points 43 et 44 de l'article 2 du règlement (UE) no 651/2014 de la Commission du 17 juin 2014 et dans les secteurs du charbon et de la construction navale, dans le aux termes du paragraphe a) de l'article 13 du même règlement | | Non                                              |
| Entités exerçant des activités dans les secteurs de l'agriculture, de la sylviculture, de la pêche, de l'aquaculture et des mines au sens des sous-paragraphes i) et ii) du paragraphe c) de l'article 13 du règlement (UE) no 651/2014 de la Commission du 17 juin 2014                                                                       | | Non                                              |
| Entités considérées comme une "entreprise en difficulté" selon les conditions énoncées au point 18 de l'article 2 du règlement (UE) no 651/2014 de la Commission du 17 juin 2014 | | Non                                              |
| Entités soumises à une injonction de récupération en attente à la suite d'une décision de la Commission européenne déclarant une aide spécifique illégale et non compatible avec le marché intérieur | | Non                                              |

## Le Registre Maritime International de Madère
Lié au CIAM est le Registre maritime international de Madère (MAR) qui offre des avantages opérationnels spécifiques, en plus des avantages fiscaux du CIAM qui s'appliquent aux deux navires (à l'exclusion des navires de pêche), aux yachts, aux sociétés de navigation et de plaisance incorporés au CIAM,,.

### Avantages fiscaux spécifiques

#### Avantages liés à l'équipage
En vertu des règles du CIAM, les compagnies maritimes dont les navires sont immatriculés au MAR et leur équipage non portugais respectif sont exemptées de cotiser à la sécurité sociale portugaise, à condition qu'une certaine forme d'assurance privée soit garantie. Alternativement, les membres d'équipage peuvent opter pour le régime volontaire de sécurité sociale portugais ou tout autre type de régime de protection. Outre les prestations de sécurité sociale, l'équipage des navires commerciaux et des yachts immatriculés au MAR est également exonéré de l'impôt sur le revenu des particuliers,,.
Dans le cas des yachts, aucune condition de citoyenneté n'est imposée à l'équipage. Cependant, la réglementation actuelle stipule que 30% des effectifs de sécurité de tous les autres types de navires doivent être européens, soit des États membres de l'UE et non membres de l'UE, soit des citoyens des pays lusophones. Cette exigence applicable aux navires ne peut être supprimée que si elle est dûment justifiée.

#### Sociétés de location de yachts
Les sociétés propriétaires de yachts dûment enregistrées dans le MIBC ont accès à une remise de 20% sur l'inscription et les frais annuels dus à MAR, à l'exception de tous les autres avantages du MIBC applicables aux sociétés dûment autorisées.

#### Exonération de TVA sur les acquisitions de yachts
à condition que l'importation ait lieu en dehors du Portugal, bien qu'effectuée par une société portugaise, il n'y aura pas de TVA portugaise car le yacht n'entrera pas dans les eaux portugaises et ne sera certainement pas soumis à un dédouanement sur le territoire portugais. Néanmoins, les autorités fiscales portugaises peuvent néanmoins demander une preuve du paiement de la TVA à l'étranger en cas d'inspection.
D'un autre côté, si l'acquisition du yacht se fait par le biais d'une société portugaise (dûment autorisée ou non dans le MIBC) et que le navire soit comptabilisé comme faisant partie de ses actifs mobiliers fixes, le régime de la fourniture intracommunautaire de biens devrait appliquer. Dans ce cas, la société de Madère doit utiliser le mécanisme d'autoliquidation de la TVA (elle fait la déclaration de son achat (TVA en amont) et de la vente du fournisseur (TVA en sortie) dans sa déclaration de TVA. De cette manière, les deux entrées s'annulent une perspective de paiement en espèces dans la même déclaration).

#### Droit hypothécaire
Un système hypothécaire flexible s'applique aux navires immatriculés sous CIAM, permettant au débiteur hypothécaire et au créancier hypothécaire de choisir, par accord écrit, et le système juridique d'un pays particulier qui régira les conditions de l'hypothèque. Ce n'est qu'en cas d'absence d'accord que la loi portugaise sur les hypothèques sera applicable aux navires immatriculés.

#### Inspections
Les inspections des yachts enregistrés auprès de MAR peuvent être déléguées à des sociétés de classification ou à d'autres entités reconnues dûment approuvées par le gouvernement portugais. En vertu des règles du registre actuel, seules huit sociétés de classification sont reconnues compétentes pour mener des enquêtes au sein de MAR: American Bureau of Shipping, Bureau Veritas, Det Norske Veritas, Lloyd's Register, Registro Italiano Navale, Rinave Portuguesa, Germanischer Lloyd et ClassNK,.

#### Conventions internationales
Étant donné que Madère fait partie intégrante du Portugal et de l'UE, toutes les conventions internationales, que ce soit par l'OMI ou l'OIT, ratifiées par le Portugal sont pleinement applicables et contraignantes pour le MAR.

## Importance économique pour Madère

### Centre International d’Affaires de Madère
En 2017, le CIAM représentait 20% des recettes totales du gouvernement régional de Madère et 50% des recettes totales de l'impôt sur les sociétés de la région autonome. Selon le vice-président du gouvernement régional, Pedro Calado, les revenus sont cruciaux pour maintenir l'autonomie fiscale de la région par rapport à la République.
Au 31 décembre 2017, les emplois générés par les entreprises agréées au sein du CIAM  étaient les suivants, par secteur:
- 2 259 travailleurs étaient employés dans le secteur des services internationaux;
- 727 travailleurs étaient employés dans le secteur des zones franches industrielles;
- 5 349 travailleurs étaient membres d'équipage de navires immatriculés au Registre maritime international de Madère.

En 2018, le CIAMM était responsable de générer 13,3% des recettes fiscales totales de l'archipel et 42,8% des recettes fiscales totales des sociétés. Ce montant d'impôts généré équivalait à plus ou moins 33,3% des dépenses totales engagées par le gouvernement régional pour le système de santé régional.
En 2020, la vice-présidence du gouvernement régional de Madère, lors de la présentation du budget régional pour 2020, a confirmé que le PIB de Madère avait augmenté de 5,1% en 2019 (bien au-dessus de la moyenne nationale). Dans son rapport à l'Assemblée législative de Madère, le gouvernement a indiqué que cette croissance économique était due au PIB substantiel généré par le CIAM,.

### Registre Maritime International de Madère
Selon des rapports publiés par l'OCDE et les Nations unies, le Registre maritime international de Madère (MAR) s'est classé, en 2019, parmi les 15 premiers au monde et les 3 premiers en Europe, juste après Malte et Chypre,,,,,. Au 30 juin 2018, 635 navires étaient enregistrés,.

### Critique et audit
Le CIAM a suscité de nombreuses critiques,,,  pour sa faible fiscalité par rapport à la partie continentale portugaise et en raison des scandales entourant les entreprises titulaires d'une licence. Après la publication des Panama Papers, de la commission d'enquête du Parlement européen sur le scandale, et les critiques de députés européens comme Ana Gomes et Markus Febber, la Commission européenne a entamé en 2018 un audit du CIAM. L'audit concerne les emplois créés pendant le soi-disant Régime III qui a été mis en œuvre entre 2007 et 2014, les avantages fiscaux étant applicables jusqu'en 2020,,.

#### Réponse des parties prenantes madériennes
À la suite de l'audit du régime par la Commission européenne, le gouvernement portugais, le gouvernement régional de Madère, la Sociedade de Desenvolvimento da Madeira et la chambre de commerce de Madère ont lancé une campagne pour défendre le régime fiscal de l'île. Cette campagne impliquait de demander, à l'Université catholique portugaise, une étude économique et de durabilité sur l'importance du régime fiscal de l'économie de l'île, ainsi que de déposer une plainte officielle et un avis juridique à l'évaluation préliminaire du régime fiscal de la Commission européenne.

#### Évaluation d'impact de l'Université catholique portugaise
Selon l'étude publiée par l'Université catholique portugaise , le 4 avril 2019, si toutes les entreprises bénéficiant du CIAM devaient cesser leurs activités alors:
- Madère subirait une perte équivalente à 10,4% de la VAB générée en 2015;[Quoi ?]
- Entre 3 600 et 6 400 personnes sur l'île perdraient leur emploi (c'est-à-dire qu'entre 2,67% et 5,02% de la population active de l'île se retrouveraient au chômage);
- La dette publique du gouvernement régional augmenterait considérablement afin de compenser les effets négatifs susmentionnés, aggravant ainsi le travail du gouvernement au cours de l'année écoulée pour régulariser les dépenses publiques.